# Миронов, Алексей Афанасьевич
Алексей Афанасьевич Миронов (1912—1945) — участник Великой Отечественной войны, снайпер 247-го гвардейского стрелкового полка 84-й гвардейской стрелковой дивизии 16-й (с 1 мая 1943 года — 11-й гвардейской) армии Западного фронта, гвардии сержант. Герой Советского Союза (1990).

## Биография
Родился 29 марта (11 апреля) 1912 года в Кэнтикском наслеге Верхневилюйского улуса, ныне Республики Саха (Якутия), в крестьянской семье. Якут.
Окончил 6 классов. Работал счетоводом в колхозе, секретарём наслежного Совета, инспектором в Управлении народно-хозяйственного учёта в городе Вилюйске.

## Период Великой Отечественной войны
В Красную Армию призван в сентябре 1941 года Вилюйским горвоенкоматом Якутской АССР. На фронте — с 18 февраля 1942 года. Член ВКП(б) с 1943 года.
Снайпер 247-го гвардейского стрелкового полка (84-я гвардейская стрелковая дивизия, 16-я армия, позже преобразованная в 11-ю гвардейскую армию, Западный фронт) гвардии сержант Алексей Миронов — один из зачинателей снайперского движения в период битвы под Москвой.

#### Подвиг
26 июня 1943 года Алексей Афанасьевич Миронов был представлен к званию Героя Советского Союза. Из наградного листа, подписанного командиром 247-го гвардейского стрелкового полка гвардии полковником Василенко:

Гвардии сержант Миронов А. А. в полку с 18-го февраля 1942 года. Отличный стрелок-снайпер т. МИРОНОВ охотясь за немцами вкладывает в своё дело много выдумки и инициативы. Неоднократно с риском для жизни т. МИРОНОВ вызывал немцев из их укрытий и траншей и затем расстреливал их. В наступательных операциях, находясь постоянно на самых ответственных участках боя, проявил самоотверженность, смелость и находчивость. В мартовских наступательных боях в районе дер. Ермолинка т. МИРОНОВ засел в 100 метрах от дороги, по которой двигалась колонна немцев, методическим огнём убил 15 фашистов и двух лошадей, посеял среди врага панику, в результате чего немцы обратились в бегство. Всего на своем снайперском счету т. МИРОНОВ имеет 123 истребленных фашиста. Отличаясь трудолюбием, исполнительностью и в высшей степени добросовестным отношением к порученному делу т. МИРОНОВ подготовил 13 отличных стрелков-снайперов из рядовых бойцов полка. За короткий срок ученики т. МИРОНОВА уничтожили 65 фашистов. За проявленные в боях с немецкими захватчиками мужество, смелость и находчивость т. МИРОНОВ награждён орденом «Красная Звезда» и медалью «За отвагу».
Тов. МИРОНОВ, проявивший в неоднократных боях геройство, самоотверженность и преданность Родине достоин присвоения звания ГЕРОЙ СОВЕТСКОГО СОЮЗА.

На основании заключения Военного совета Армии Приказом от 30.06.1943 был награждён орденом Отечественной войны 1-й степени.
К маю 1943 года на боевом счету Миронова было 129 гитлеровцев.
1 мая 1943 года газета «За Родину» писала об А. А. Миронове:

«В Гвардейской семье наших снайперов больше года находится сын якутского народа гвардии сержант А. Миронов. Он метким выстрелом убил 129 немцев… Миронов — умный и отважный воин. Подготовил много снайперов, научил их быть самоотверженными бойцами».

28 марта 1945 года Алексей Миронов был ранен в бою. 30 марта от полученных ран он скончался в 758-м медико-санитарном батальоне. Похоронен на кладбище венгерского населённого пункта Немешперештур.

## Герой Советского Союза
Указом Президента СССР от 5 мая 1990 года «за мужество и отвагу, проявленные в период Великой Отечественной войны 1941—1945 годов», гвардии сержанту Миронову Алексею Афанасьевичу посмертно присвоено звание Героя Советского Союза.

Орден Ленина и медаль «Золотая Звезда» (№ 11619) были переданы на хранение родственникам Героя.

## Награды и почётные звания
- Медаль «Золотая Звезда».
- Орден Ленина.
- Орден Отечественной войны 1-й степени (30.06.1943, первоначально был представлен к званию Героя Советского Союза)[2].
- Орден Красной Звезды (23.01.1943)[5].
- Медаль «За отвагу».
- Медаль «За боевые заслуги».
- Другие медали.
- Почётный гражданин Вилюйского улуса[6].

## Память
- В 2005 году, в связи с 60-летием Великой Победы, одной из улиц Новопортовского микрорайона города Якутска присвоено имя Героя Советского Союза А. А. Миронова[7].
- В июле 2009 года в городе Вилюйске был открыт памятник землякам — Героям Советского Союза: Н. А. Кондакову, А. А. Миронову, Н. С. Степанову[8]. До этого 22 июня 1990 года на площади Победы были открыты мемориальные плиты в честь Героев[9].
- Имя Героя присвоено:

Мастахской средней общеобразовательной школе Вилюйского улуса;
улице в городе Вилюйске.

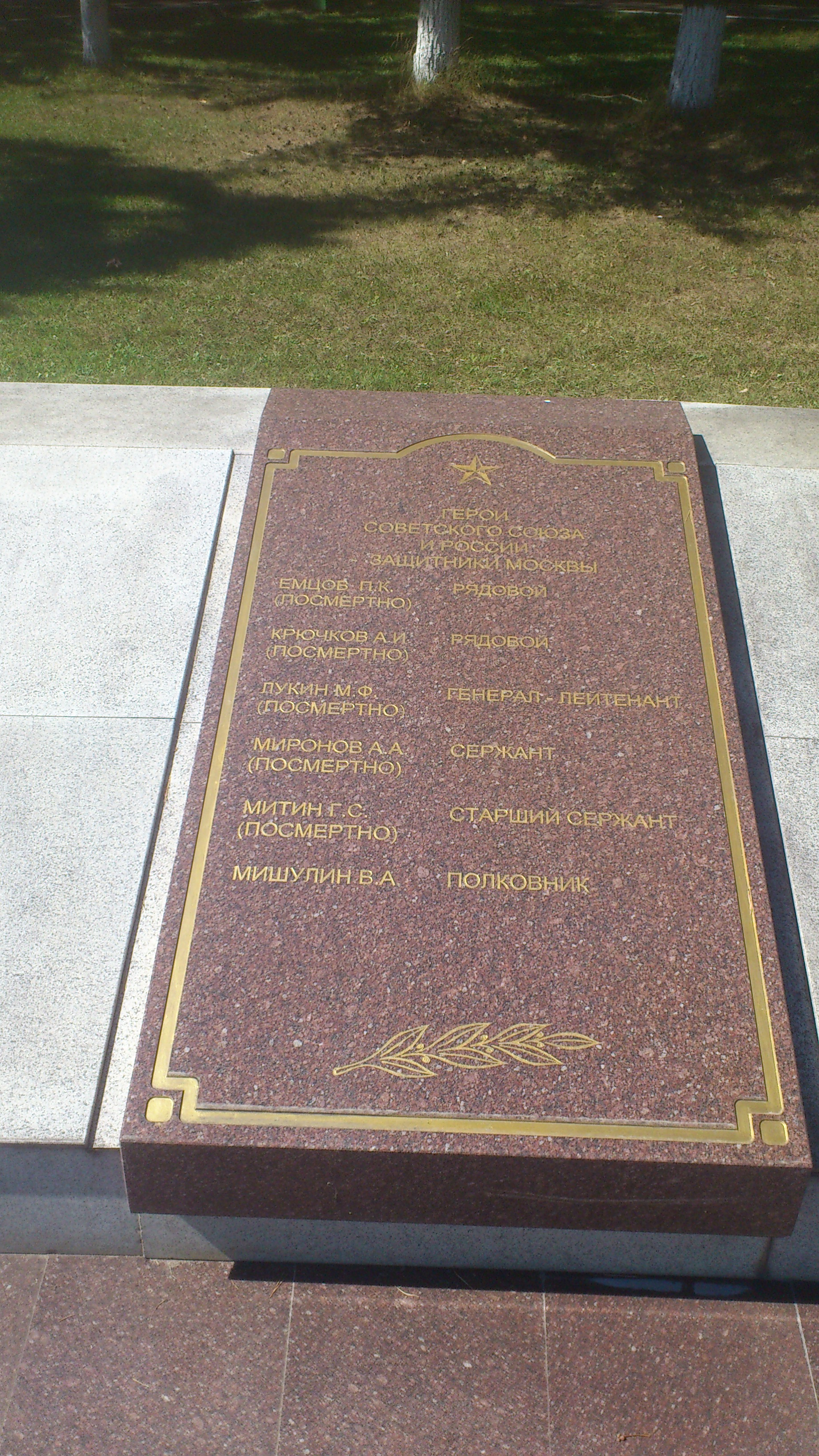
Имя А. А. Миронова высечено на плите мемориального комплекса «Воинам-сибирякам».
Мемориальный комплекс «Воинам-сибирякам», Ленино-Снегирёвский военно-исторический музей.